# Церковь Нор Эчмиадзин
Церковь Нор Эчмиадзин (арм. Նոր Էջմիածին եկեղեցի, что значит «Новый Эчмиадзин»), также известна как Эчмиадзинская церковь Сурб Геворг (арм. Սուրբ Գևորգ Էջմիածինյան եկեղեցի) или Церковь Святого Георгия Эчмиадзинцев (арм. Էջմիածինցիների Սուրբ Գևորգ եկեղեցի) — храм Армянской Апостольской церкви в Тбилиси на улице Армазская, 18.

## История

### Основание
По преданию церковь была основана выходцами из города Эчмиадзин, за что и получила своё название — Нор Эчмиадзин, то есть «Новый Эчмиадзин».
Согласно литературным источникам постройку Нор Эчмиадзина следует относить к концу XVIII века, однако другие источники сохраняют точную дату постройки. Так, в докладной записи строителя а впоследствии и священника этой церкви протоиерея Иоанна Мартиросова-Воскерчянца говорится о насильственном переселении около 200 армянских семей из Эчмиадзина, во время которого произошло сражение переселенцев у реки Арпа с гнавшими их в Османскую империю турками и переход в российское подданство в Лори, после чего они были поселены Цициановым и архиепископом Ованесом в Тифлисе. Большая их часть была поселена в Авлабаре, а оставшаяся — в Тапитахе. Согласно той же записи протоиерея всё это «имело место в 1806 году, при католикосе мученике-патриархе всех армян Данииле, когда мы (то есть эти переселенцы из Эчмиадзина) не имели собственной церкви». Запись датирована 3 декабря 1815 года. Таким образом становится известно, что начало строительства было положено в 1806 году и закончено к 1808—1809 гг.
Все надписи строительного содержания в храме относятся к 1846 году. По-видимому, главным инициатором возведения церкви был А. Таирянц, знаменитый благотворитель и попечитель из Тифлиса.
Приёмный сын Воскерчянца сообщает, что церковь была реконструирована спустя 20 лет после смерти протоиерея Иоанна.

### Современность
С 2006 года идет реконструкция церкви на деньги аргентинской диаспоры.

## Архитектура
По данным на 1837 год церковь имела маленькую колокольню и была без купола. Затем она была капитально реконструирована и тогда к куполу добавили круглые подкупольные опоры. Западный вход церкви (всего их три) ведёт в прямоугольное помещение, выступающее из общего объёма здания.

## Галерея

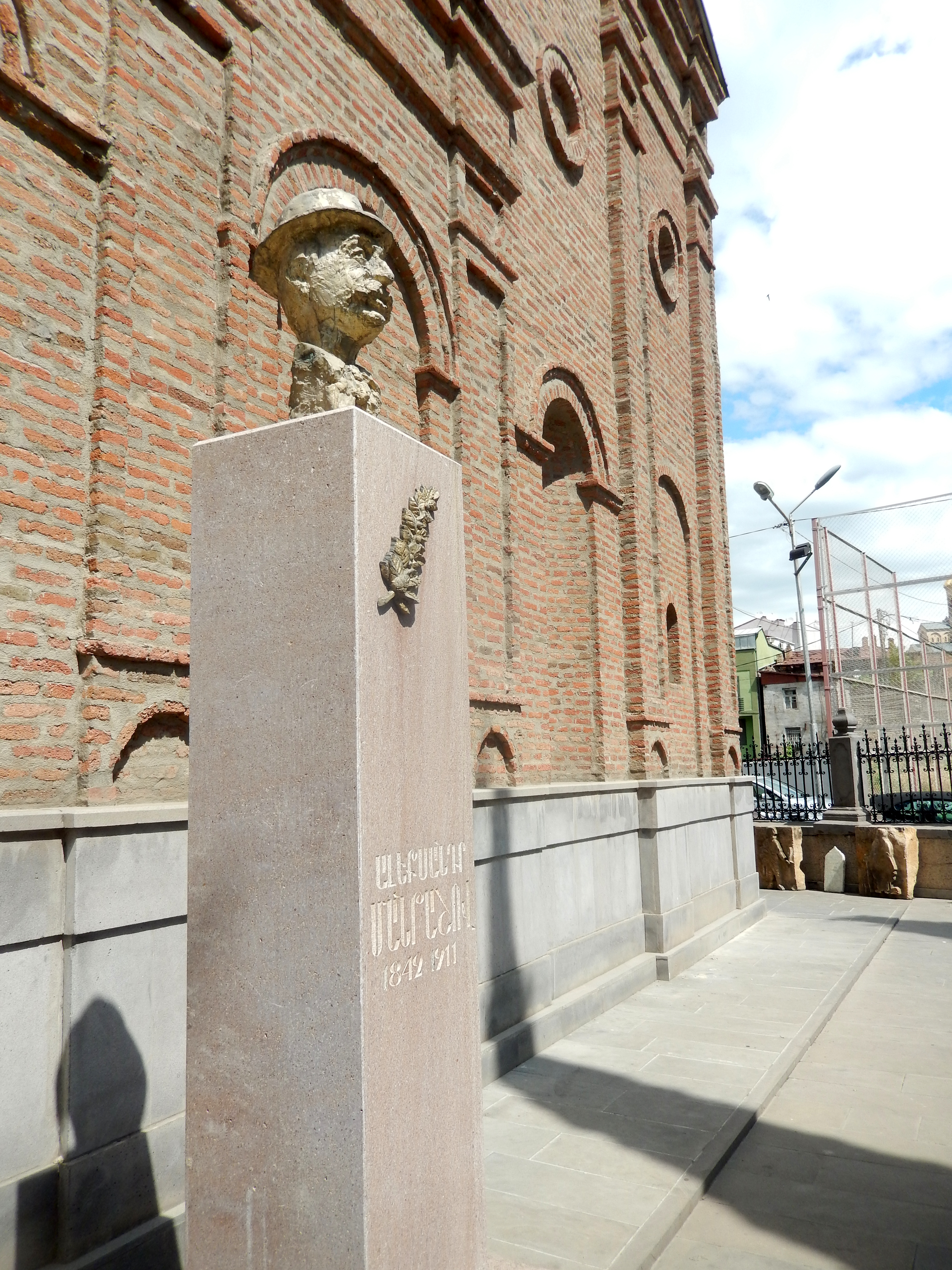
Памятник А. Манташеву
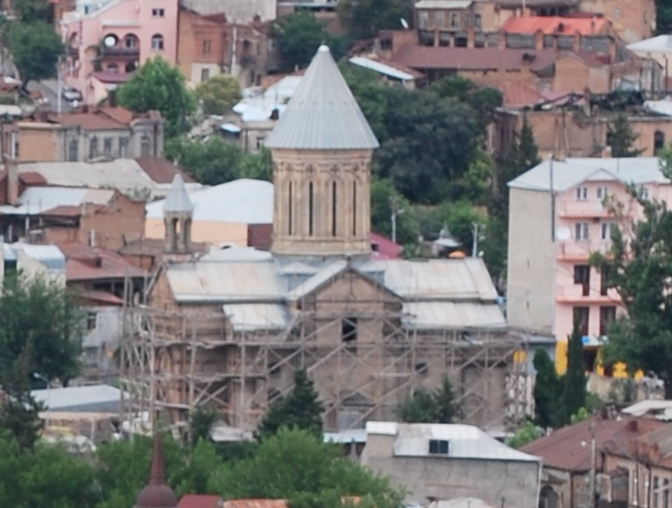
Вид церкви Эчмиадзин с крепости Нарикала. 2009
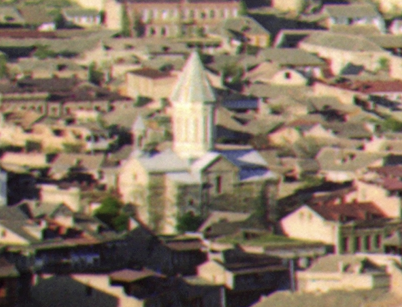
Церковь Эчмиадзин в начале XX века
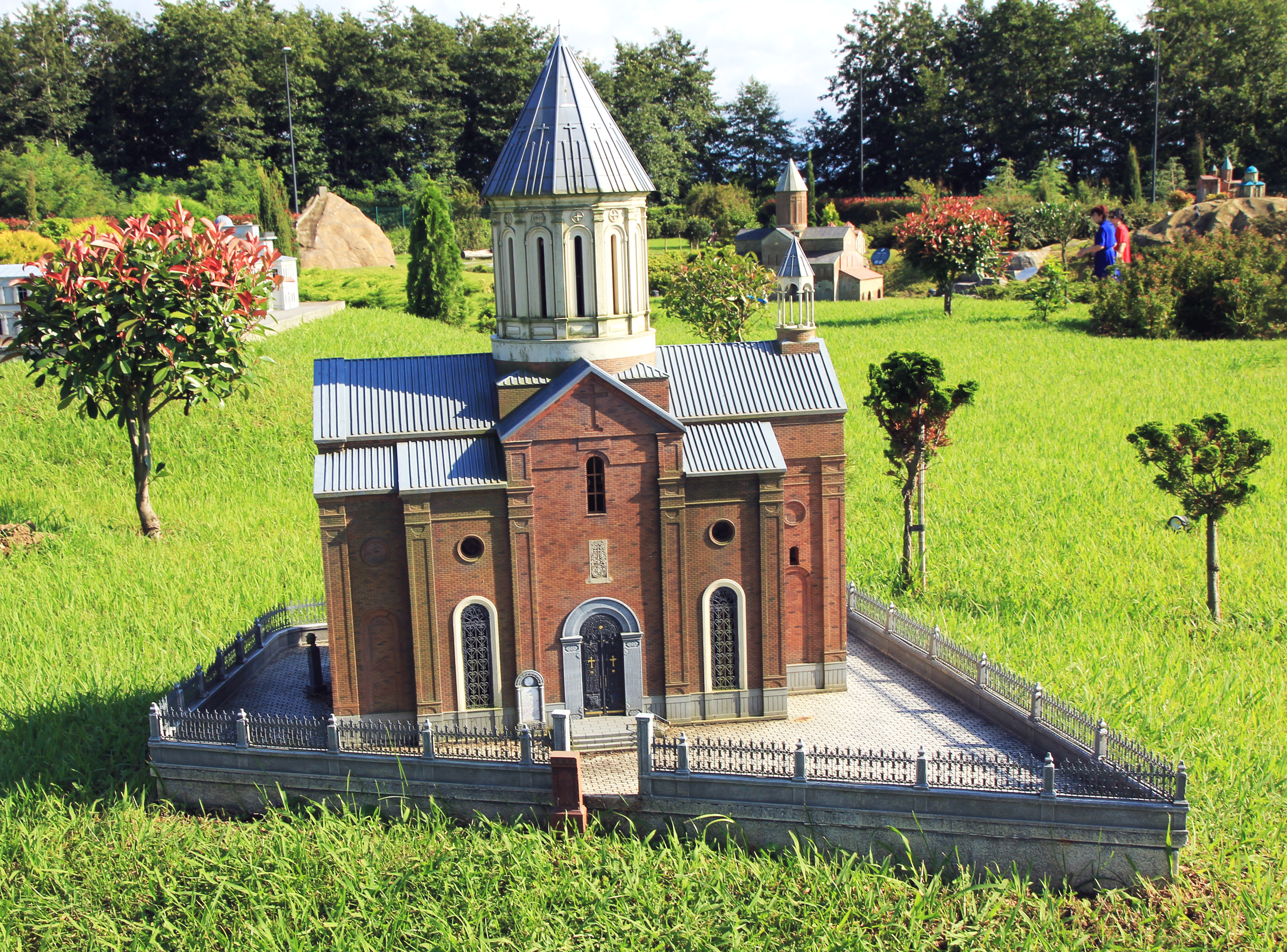
Shekvetili Park Minaitur

## Внешние ссылки
- Церковь на сайте «Хайазг»
- Թբիլիսի Ս. Էջմիածին եկեղեցու վերանորոգման համար ծախսվելու է 1մլն. ԱՄՆ դոլար (недоступная ссылка)  (арм.)
- Церковь на wikimapia.org